# Hardlife Zvirekwi
Hardlife Daniel Zvirekwi (* 5. května 1987, Fort Charter) je zimbabwský fotbalový obránce a reprezentant, který hraje od roku 2013 za zimbabwský klub CAPS United FC. Hraje na pravé straně obrany.

## Klubová kariéra
- Gunners FC 2009–2013
- CAPS United FC 2013–[1]

## Reprezentační kariéra
Zvirekwi debutoval v A-mužstvu Zimbabwe v roce 2013.